# 莫圖佩區
6°09′03″S 79°43′15″W / 6.1508°S 79.7208°W
莫圖佩區（西班牙語：Distrito de Motupe），是秘魯的一個區，位於該國西北部蘭巴耶克大區的蘭巴耶克省，面積557.4平方公里，海拔高度130米，2005年人口24,532，人口密度每平方公里44人。